# Конкорд (Небраска)
Конкорд (енгл. Concord) град је у америчкој савезној држави Небраска.

## Демографија
По попису из 2010. године број становника је 166, што је 6 (3,8%) становника више него 2000. године.
| Група             | 2000.       | 2010.       |
| Белци             | 153 (95,6%) | 148 (89,2%) |
| Афроамериканци    | 0 (0,0%)    | 1 (0,6%)    |
| Азијати           | 0 (0,0%)    | 0 (0,0%)    |
| Хиспаноамериканци | 7 (4,4%)    | 11 (6,6%)   |
| Укупно            | 160         | 166         |